# Kokia lanceolata
Kokia lanceolata là một loài thực vật có hoa thuộc họ Malvaceae.
Loài này chỉ có ở Hawaii.